# Eugênio Maximilianovich de Leuchtenberg
Eugênio Maximilianovich de Beauharnais (8 de fevereiro de 1847 - 31 de agosto de 1901), foi um nobre russo que ostentava o título de 5º Duque de Leuchtenberg e Príncipe Romanovsky. Eugênio foi General do Exército Imperial Russo . Em 18 de dezembro de 1852, após a morte de seu pai, todos os filhos do duque Maximiliano foram autorizados a usar o nome principesco e o título de Romanovsky e foram nomeados "Alteza Imperial". Eugênio herdou o título de Duque de Leuchteneberg após a morte de seu irmão mais velho, o príncipe Nicolau, sendo sucedido após sua morte por seu irmão mais novo o príncipe Jorge. Em 9 de janeiro  de 1869, ele se casou com Daria Konstantinowa Opotschinina: ela foi nomeada Condessa de Beauharnais (falecida em 1870 no parto); e em 2 de julho de 1878 casou com Zenaida Dmitrijewna Skóbelava. Eugênio e teve um filho, Daria de Beauharnais (1870-1937), com sua primeira esposa .  